# Francesco Cimino
Francesco Cimino, detto Ciccio (Messina, 15 gennaio 1933), è un politico italiano.
Di professione agronomo, è stato eletto senatore per la prima volta nel 1983 per la IX legislatura. Venne poi rieletto per altre due legislature (X e XI) sempre al Senato e rimase in carica fino al 1994. Sottosegretario di Stato all'Agricoltura e Foreste nel Governo Goria, nel Governo De Mita, nel Governo Andreotti VI e Sottosegretario di Stato alla Presidenza del Consiglio dei ministri nel Governo Andreotti VII, è stato componente del Comitato direttivo del Gruppo PSI al Senato e membro della Commissione agricoltura.